# 髙野麻美
髙野 麻美（たかの あさみ、1988年10月25日 - ）は、日本の女性声優。東京都出身。アイムエンタープライズ所属。

## 略歴
日本ナレーション演技研究所出身。2011年よりアイムエンタープライズに所属。

## 人物
高校時代は演劇部に所属していた。井口裕香とは高校の同級生で昼食を一緒に食べる仲であった。
『SHIROBAKO』で共演した木村珠莉、佳村はるか、千菅春香、大和田仁美とは放送終了後も交流が続いている。
趣味・スポーツはライブ観戦、散歩、弓道、水泳。特技は弓道。
資格は弓道初段。

## 出演
太字はメインキャラクター。

### テレビアニメ
2011年
- ベン・トー（女生徒D）

2012年
- 探検ドリランド（妖精、センティ）

2013年
- GJ部（ウエイトレス、キャビンアテンダント）

2014年
- オオカミ少女と黒王子（神槍少年、日下部 姉、女子生徒、女子大生）
- 極黒のブリュンヒルデ（かなで、生徒、結花の同級生）
- さばげぶっ!（女子、小学生、部長、女生徒、モデル、女性）
- SHIROBAKO（藤堂美沙）
- selector infected WIXOSS（女子生徒）

2015年
- アイドルマスター シンデレラガールズ（宮本フレデリカ）
- Charlotte（フードコート店員、裏拳女子、看護師、中学女子）
- 電波教師（ヨーコ）
- ハロー!!きんいろモザイク（テニス部後輩B）
- 魔法少女リリカルなのはViVid（ミア、エルザ・エディックス）

2016年
- 競女!!!!!!!!（生徒）
- はんだくん（縁）
- 不機嫌なモノノケ庵（女生徒A）
- マギ シンドバッドの冒険（女官B）

2017年
- アイドルマスター シンデレラガールズ劇場（2017年 - 2019年、宮本フレデリカ） - 3シリーズ
- アイカツスターズ!（2017年 - 2018年、すもも、桃山千穂）
- 食戟のソーマ 餐ノ皿（女子生徒C）

2018年
- ジョジョの奇妙な冒険 黄金の風（2018年 - 2019年、女の子2、女、少女A）

2021年
- ゲキドル（藤田愛美）
- さんかく窓の外側は夜（店員、会員、書店員）

2022年
- プリンセスコネクト!Re:Dive Season 2（アンナ）
- ジョジョの奇妙な冒険 ストーンオーシャン（シャロン）

2023年
- アイドルマスター シンデレラガールズ U149（宮本フレデリカ）

### 劇場アニメ
- 劇場版 SHIROBAKO（2020年、藤堂美沙[15]、スイカ[16]）

### OVA
- アリスインデッドリースクール（2021年、青池和磨[17]）

### Webアニメ
- アイドルマスター シンデレラガールズ劇場 火曜シンデレラシアター / Extra Stage（2018年 - 2020年、宮本フレデリカ[12]） - 2シリーズ
- CINDERELLA GIRLS 10th Anniversary Celebration Animation ETERNITY MEMORIES（2022年、宮本フレデリカ）

### ゲーム
2014年
- アイドルマスターシリーズ（2014年 - 2023年、宮本フレデリカ） - 5作品

2015年
- 影牢〜トラップガールズ〜（アーニャ・クレーン、ルイゼット・ギロチン）
- タワーオブプリンセス（ルファ）
- プリンセスコネクト!（柊杏奈）

2016年
- 神撃のバハムート（ティコ、宮本フレデリカ、ハイエンチャンター）
- ぼくたちのプロマネ!（悠木那菜）
- 嫁コレ（藤堂美沙）
- 白猫テニス（ミサ）

2017年
- エンドライド -X fragments-（トルテ）
- モン娘☆は〜れむ（ロージーナ）
- 政剣マニフェスティア（ナタリー・サノ、ビアンカ・マエジマ、マクシーン・ヤマダ、ビアトリス・シマヅ）
- ワールドチェイン（アン・ベイリー、秦良玉、カテリーナ、足利直冬、板額御前）

2018年
- プリンセスコネクト！Re:Dive（2018年 - 2024年、アンナ）
- アビス・ホライズン（チェイフィー、メリーランド、カイム）

2019年
- 三国BASSA!!（張苞）

2020年
- 編隊少女 -フォーメーションガールズ-（ヨゼフィナ）
- アズールレーン（ベアルン）
- 帝国戦記（クーア）
- 神装の戦乙女（ヴァネーラ）

2021年
- 鬼滅の刃 ヒノカミ血風譚

2022年
- プリコネ！グランドマスターズ（アンナ）
- デジモンサヴァイブ（シャコモン）
- アークナイツ（クエルクス）
- ユグドラ・レゾナンス（アートロープ）

### ドラマCD
2015年
- 紫電改のマキ（すみれ）※『チャンピオンRED』6月号特別付録

2016年
- アイドルマスター シンデレラガールズ 「Challenges to change」（宮本フレデリカ）※テレビアニメ BD / DVD 第8巻 完全生産限定版特典ドラマCD

2023年
- ドラマCD「朧月のレゴリス アリス・ギア・アイギス外伝」ようこそムラクモ町田へ / ドラマCD「朧月のレゴリス アリス・ギア・アイギス外伝」ムラクモ町田のマイ・フェア・レディ（2023年、鍵谷夏綺） - 2作品

### 吹き替え
- ラウド・ハウス（2021年、クライド）
- 龍族 -The Blazing Dawn-（2024年、電話の女）

### オーディオブック
- 悪人（2017年、馬込珠代）
- 裏世界ピクニック 1～（2020年 - 継続中、朗読[49]）

### ラジオ
※はインターネット配信。
- SHIROBAKOラジオBOX（2014年 - 2015年、音泉※）[50]
- 高野麻美のradioclub.jp（2015年、葛飾エフエム放送）
- 飯田友子・髙野麻美のまるっと360度（2016年、ニコニコ生放送※）
- ル美子さん（2019年、ニコニコ動画・YouTube※）

### 映像商品
- THE IDOLM@STER CINDERELLA GIRLS 3rdLIVE シンデレラの舞踏会 -Power of Smile- Blu-ray Day2（2016年）[51]
- ラジオ アイドルマスター シンデレラガールズ『デレラジ』DVD Vol.9（2017年）[52]
- THE IDOLM@STER CINDERELLA GIRLS 4thLIVE TriCastle Story（2017年）[53]
- アイドルマスター シンデレラガールズ小劇場 第2巻（2018年）[54]

### その他コンテンツ
- JIBA日本痛板協会 アニメPV「第6回 痛板ゲレンデジャック 告知動画」（2015年、竜子[55]）

## ディスコグラフィ

### キャラクターソング
| 発売日   | 商品名                                                                                                 | 歌 | 楽曲                                                  | 備考                                                                      |
| 2015年   | 2015年                                                                                                 | 2015年 | 2015年                                                | 2015年                                                                    |
| -------- | --- | --- | ----------------------------------------------------- | ------------------------------------------------------------------------- |
| 2月4日   | THE IDOLM@STER CINDERELLA MASTER 033 宮本フレデリカ                                                    | 宮本フレデリカ（髙野麻美） | 「き・ま・ぐ・れ☆Cafe au lait!」                      | ゲーム『アイドルマスター シンデレラガールズ』関連曲                       |
| 2月25日  | 宝箱-TREASURE BOX-/プラチナジェット                                                                    | どーなつ◎くいんてっと | 「プラチナジェット」                                  | テレビアニメ『SHIROBAKO』エンディングテーマ                               |
| 2016年   | | |                                                       |                                                                           |
| 5月18日  | THE IDOLM@STER CINDERELLA GIRLS STARLIGHT MASTER 02 Tulip                                              | 速水奏（飯田友子）、塩見周子（ルゥティン）、城ヶ崎美嘉（佳村はるか）、宮本フレデリカ（髙野麻美）、一ノ瀬志希（藍原ことみ） | 「Tulip（M@STER VERSION）」                           | ゲーム『アイドルマスター シンデレラガールズ スターライトステージ』関連曲  |
| 6月1日   | THE IDOLM@STER CINDERELLA MASTER Cute Jewelries! 003                                                   | 宮本フレデリカ（髙野麻美）、一ノ瀬志希（藍原ことみ）、櫻井桃華（照井春佳）、中野有香（下地紫野）、五十嵐響子（種﨑敦美） | 「明日また会えるよね」 「Near to You」                | ゲーム『アイドルマスター シンデレラガールズ』関連曲                       |
| 6月1日   | THE IDOLM@STER CINDERELLA MASTER Cute Jewelries! 003                                                   | 宮本フレデリカ（髙野麻美） | 「ウルトラリラックス」                                | ゲーム『アイドルマスター シンデレラガールズ』関連曲                       |
| 9月2日   | THE IDOLM@STER CINDERELLA GIRLS 4thLIVE TriCastle Story Starlight Castle 会場オリジナルCD              | 宮本フレデリカ（髙野麻美） | 「Tulip（M@STER VERSION）」                           | ゲーム『アイドルマスター シンデレラガールズ スターライトステージ』関連曲  |
| 2017年   | | |                                                       |                                                                           |
| 2月8日   | THE IDOLM@STER CINDERELLA MASTER EVERMORE                                                              | 相葉夕美（木村珠莉）、五十嵐響子（種﨑敦美）、市原仁奈（久野美咲）、一ノ瀬志希（藍原ことみ）、大槻唯（山下七海）、片桐早苗（和氣あず未）、鷺沢文香（M・A・O）、櫻井桃華（照井春佳）、塩見周子（ルゥティン）、橘ありす（佐藤亜美菜）、中野有香（下地紫野）、二宮飛鳥（青木志貴）、速水奏（飯田友子）、姫川友紀（杜野まこ）、宮本フレデリカ（髙野麻美） | 「Near to You」                                       | ゲーム『アイドルマスター シンデレラガールズ』関連曲                       |
| 2月8日   | THE IDOLM@STER CINDERELLA MASTER EVERMORE                                                              | 大橋彩香、福原綾香、原紗友里、藍原ことみ、青木志貴、青木瑠璃子、飯田友子、五十嵐裕美、今井麻夏、上坂すみれ、内田真礼、桜咲千依、大空直美、大坪由佳、金子真由美、金子有希、木村珠莉、黒沢ともよ、佐藤亜美菜、下地紫野、洲崎綾、鈴木絵理、髙野麻美、高森奈津美、立花理香、種﨑敦美、千菅春香、東山奈央、長島光那、原優子、早見沙織、春瀬なつみ、渕上舞、牧野由依、松井恵理子、松嵜麗、三宅麻理恵、村中知、杜野まこ、安野希世乃、山下七海、山本希望、佳村はるか、ルゥティン、和氣あず未 | 「EVERMORE（4thLIVE MIX）」                           | ゲーム『アイドルマスター シンデレラガールズ』関連曲                       |
| 8月9日   | THE IDOLM@STER CINDERELLA GIRLS MASTER SEASONS SUMMER!                                                 | 一ノ瀬志希（藍原ことみ）、三村かな子（大坪由佳）、宮本フレデリカ（髙野麻美） | 「とんでいっちゃいたいの」                            | ゲーム『アイドルマスター シンデレラガールズ』関連曲                       |
| 2018年   | | |                                                       |                                                                           |
| 3月14日  | THE IDOLM@STER CINDERELLA GIRLS STARLIGHT MASTER 15 桜の頃                                             | 宮本フレデリカ（髙野麻美） | 「フレデリカ、猫やめるよ」                            | ゲーム『アイドルマスター シンデレラガールズ スターライトステージ』関連曲  |
| 8月19日  | - | 宮本フレデリカ（髙野麻美） | 「お願い！シンデレラ」                                | ゲーム『アイドルマスター シンデレラガールズ スターライトステージ』関連曲  |
| 10月10日 | THE IDOLM@STER CINDERELLA GIRLS LITTLE STARS! さよならアロハ                                           | 木村夏樹（安野希世乃）、十時愛梨（原田ひとみ）、中野有香（下地紫野）、藤本里奈（金子真由美）、宮本フレデリカ（髙野麻美） | 「さよならアロハ」                                    | テレビアニメ『アイドルマスター シンデレラガールズ劇場』エンディングテーマ |
| 10月10日 | THE IDOLM@STER CINDERELLA GIRLS LITTLE STARS! さよならアロハ                                           | 宮本フレデリカ（髙野麻美） | 「さよならアロハ」                                    | テレビアニメ『アイドルマスター シンデレラガールズ劇場』関連曲             |
| 11月9日  | THE IDOLM@STER CINDERELLA GIRLS 6thLIVE MERRY-GO-ROUNDOME!!! MASTER SEASONS SUMMER! SOLO REMIX         | 宮本フレデリカ（髙野麻美） | 「とんでいっちゃいたいの」                            | ゲーム『アイドルマスター シンデレラガールズ』関連曲                       |
| 2019年   | | |                                                       |                                                                           |
| 5月29日  | プリンセスコネクト！Re:Dive PRICONNE CHARACTER SONG 08                                                 | アンナ（髙野麻美）、ナナカ（佳村はるか） | 「サイツヨでしょ、でしょ？」                          | ゲーム『プリンセスコネクト！Re:Dive』挿入歌                               |
| 6月19日  | THE IDOLM@STER CINDERELLA GIRLS STARLIGHT MASTER 29 クレイジークレイジー                               | 一ノ瀬志希（藍原ことみ）、宮本フレデリカ（髙野麻美） | 「クレイジークレイジー（M@STER VERSION）」            | ゲーム『アイドルマスター シンデレラガールズ スターライトステージ』関連曲  |
| 2020年   | | |                                                       |                                                                           |
| 2月19日  | THE IDOLM@STER CINDERELLA MASTER 3chord for the Dance!                                                 | 宮本フレデリカ（髙野麻美）、棟方愛海（藤本彩花）、及川雫（のぐちゆり）、荒木比奈（田辺留依）、姫川友紀（杜野まこ） | 「ミラーボール・ラブ（M@STER VERSION）」              | ゲーム『アイドルマスター シンデレラガールズ』関連曲                       |
| 10月7日  | THE IDOLM@STER CINDERELLA GIRLS Live Broadcast 24magic 〜シンデレラたちの24時間生放送！〜 オリジナルCD | 宮本フレデリカ（髙野麻美） | 「クレイジークレイジー（M@STER VERSION）」            | ゲーム『アイドルマスター シンデレラガールズ スターライトステージ』関連曲  |
| 2021年   | | |                                                       |                                                                           |
| 2月3日   | THE IDOLM@STER CINDERELLA GIRLS STARLIGHT MASTER GOLD RUSH! 06 THE VILLAIN'S NIGHT                     | 関裕美（会沢紗弥）、赤城みりあ（黒沢ともよ）、櫻井桃華（照井春佳）、相葉夕美（木村珠莉）、宮本フレデリカ（髙野麻美） | 「THE VILLAIN'S NIGHT（M@STER VERSION）」             | ゲーム『アイドルマスター シンデレラガールズ スターライトステージ』関連曲  |
| 2月3日   | THE IDOLM@STER CINDERELLA GIRLS STARLIGHT MASTER GOLD RUSH! 06 THE VILLAIN'S NIGHT                     | 宮本フレデリカ（髙野麻美） | 「THE VILLAIN'S NIGHT（M@STER VERSION）」             | ゲーム『アイドルマスター シンデレラガールズ スターライトステージ』関連曲  |
| 3月3日   | ゲキドル SONG COLLECTION                                                                               | 守野せりあ（赤尾ひかる）、各務あいり（持田千妃来）、中村繭璃（佐藤亜美菜）、浅葱晃（山本希望）、藤田愛美（髙野麻美）、山本和春（秋吉あや） | 「ゲキドル！」 「時の翼 Chrono Geizer」               | テレビアニメ『ゲキドル』オープニングテーマ                                |
| 3月3日   | ゲキドル SONG COLLECTION                                                                               | 守野せりあ（赤尾ひかる）、各務あいり（持田千妃来）、中村繭璃（佐藤亜美菜）、浅葱晃（山本希望）、藤田愛美（髙野麻美）、山本和春（秋吉あや） | 「アクトレスガール」 「アリスインデッドリースクール」 | テレビアニメ『ゲキドル』挿入歌                                            |
| 3月3日   | ゲキドル SONG COLLECTION                                                                               | 各務あいり（持田千妃来）、浅葱晃（山本希望）、藤田愛美（髙野麻美） | 「まなつの銀河に雪のふるほし」                        | テレビアニメ『ゲキドル』挿入歌                                            |
| 3月3日   | ゲキドル SONG COLLECTION                                                                               | 守野せりあ（赤尾ひかる）、各務あいり（持田千妃来）、中村繭璃（佐藤亜美菜）、浅葱晃（山本希望）、藤田愛美（髙野麻美）、山本和春（秋吉あや）、雛咲いずみ（諏訪彩花） | 「流れ星」                                            | テレビアニメ『ゲキドル』挿入歌                                            |
| 3月17日  | THE IDOLM@STER MILLION LIVE! STAR EQUINOX                                                              | 一ノ瀬志希（藍原ことみ）、宮本フレデリカ（髙野麻美）、島原エレナ（角元明日香）、宮尾美也（桐谷蝶々） | 「クレイジークレイジー」 「虹色letters」              | ゲーム『アイドルマスター ミリオンライブ！ シアターデイズ』関連曲          |
| 3月17日  | THE IDOLM@STER MILLION LIVE! STAR EQUINOX                                                              | 一ノ瀬志希（藍原ことみ）、宮本フレデリカ（髙野麻美） | 「虹色letters」                                       | ゲーム『アイドルマスター ミリオンライブ！ シアターデイズ』関連曲          |
| 3月17日  | THE IDOLM@STER CINDERELLA GIRLS STARLIGHT MASTER COLLABORATION! ハーモニクス                           | 宮本フレデリカ（髙野麻美） | 「虹色letters」                                       | ゲーム『アイドルマスター ミリオンライブ！ シアターデイズ』関連曲          |
| 12月8日  | THE IDOLM@STER CINDERELLA GIRLS STARLIGHT MASTER GOLD RUSH! 13 Secret Mirage                           | 宮本フレデリカ（髙野麻美） | 「冒険でしょでしょ？」                                | ゲーム『アイドルマスター シンデレラガールズ スターライトステージ』関連曲  |
| 2022年   | | |                                                       |                                                                           |
| 1月12日  | THE IDOLM@STER CINDERELLA GIRLS STARLIGHT MASTER R/LOCK ON! 01 星環世界                                | 砂塚あきら（富田美憂）、速水奏（飯田友子）、高垣楓（早見沙織）、緒方智絵里（大空直美）、喜多日菜子（深川芹亜）、宮本フレデリカ（髙野麻美）、相葉夕美（木村珠莉）、中野有香（下地紫野）、片桐早苗（和氣あず未） | 「星環世界（M@STER VERSION）」                        | ゲーム『アイドルマスター シンデレラガールズ スターライトステージ』関連曲  |
| 1月12日  | THE IDOLM@STER CINDERELLA GIRLS STARLIGHT MASTER R/LOCK ON! 01 星環世界                                | 宮本フレデリカ（髙野麻美） | 「星環世界（M@STER VERSION）」                        | ゲーム『アイドルマスター シンデレラガールズ スターライトステージ』関連曲  |
| 7月27日  | プリンセスコネクト！Re:Dive PRICONNE CHARACTER SONG 28                                                 | アンナ（高野麻美）、シノブ（大坪由佳）、カスミ（水瀬いのり） | 「無敵のパイレーツ」                                  | ゲーム『プリンセスコネクト！Re:Dive』挿入歌                               |
| 7月27日  | プリンセスコネクト！Re:Dive PRICONNE CHARACTER SONG 28                                                 | アンナ（高野麻美） | 「無敵のパイレーツ」                                  | ゲーム『プリンセスコネクト！Re:Dive』関連曲                               |
| 9月21日  | THE IDOLM@STER CINDERELLA GIRLS STARLIGHT MASTER R/LOCK ON! 08 ラビューダ♡トライアングル               | 島村卯月（大橋彩香）、宮本フレデリカ（髙野麻美）、喜多日菜子（深川芹亜） | 「ラビューダ♡トライアングル（M@STER VERSION）」       | ゲーム『アイドルマスター シンデレラガールズ スターライトステージ』関連曲  |
| 9月21日  | THE IDOLM@STER CINDERELLA GIRLS STARLIGHT MASTER R/LOCK ON! 08 ラビューダ♡トライアングル               | 宮本フレデリカ（髙野麻美） | 「ラビューダ♡トライアングル（M@STER VERSION）」       | ゲーム『アイドルマスター シンデレラガールズ スターライトステージ』関連曲  |
| 2023年   | | |                                                       |                                                                           |
| 2月11日  | THE IDOLM@STER M@STERS OF IDOL WORLD!!!!! 2023 明日きみにJewel                                         | 宮本フレデリカ（髙野麻美） | 「明日また会えるよね」                                | ゲーム『アイドルマスター シンデレラガールズ』関連曲                       |
| 5月10日  | THE IDOLM@STER CINDERELLA GIRLS U149 ANIMATION MASTER 02 よりみちリトルスター                          | 市原仁奈（久野美咲）、一ノ瀬志希（藍原ことみ）、宮本フレデリカ（髙野麻美） | 「きみにいっぱい☆」                                   | テレビアニメ『アイドルマスター シンデレラガールズ U149』挿入歌            |
| 5月24日  | THE IDOLM@STER CINDERELLA GIRLS U149 ANIMATION MASTER 03 Nightwear                                     | 速水奏（飯田友子）、塩見周子（ルゥティン）、城ヶ崎美嘉（佳村はるか）、宮本フレデリカ（髙野麻美）、一ノ瀬志希（藍原ことみ） | 「Nightwear」                                         | テレビアニメ『アイドルマスター シンデレラガールズ U149』挿入歌            |
| 2024年   | | |                                                       |                                                                           |
| 2月3日   | THE IDOLM@STER CINDERELLA GIRLS UNIT LIVE TOUR ConnecTrip! 石川公演&山形公演&岩手公演オリジナルCD      | 宮本フレデリカ（髙野麻美） | 「きみにいっぱい☆」                                   | テレビアニメ『アイドルマスター シンデレラガールズ U149』関連曲            |
| 2月14日  | THE IDOLM@STER CINDERELLA GIRLS STARLIGHT MASTER HEART TICKER! 03 HALLOWEEN GAME                       | 宮本フレデリカ（髙野麻美）、速水奏（飯田友子） | 「ミステリーハート」                                  | ゲーム『アイドルマスター シンデレラガールズ スターライトステージ』関連曲  |

## ライブ・イベント

### 合同ライブ
| 出演日               | タイトル                                                                                          | 会場                                              |
| -------------------- | ------------------------------------------------------------------------------------------------- | ------------------------------------------------- |
| 2015年11月29日       | THE IDOLM@STER CINDERELLA GIRLS 3rdLIVE シンデレラの舞踏会 - Power of Smile -                     | 幕張メッセ国際展示場 9-11番ホール（千葉県）       |
| 2016年7月30日        | THE IDOLM@STER CINDERELLA GIRLS MEMORIAL PARADE                                                   | STUDIO COAST（東京都）                            |
| 2016年10月15日       | THE IDOLM@STER CINDERELLA GIRLS 4thLIVE TriCastle Brand New Castle                                | さいたまスーパーアリーナ（埼玉県）                |
| 2017年5月27日・28日  | THE IDOLM@STER CINDERELLA GIRLS 5thLIVE TOUR Serendipity Parade!!! 石川公演                       | 石川県産業展示館4号館（石川県）                   |
| 2017年6月24日・25日  | THE IDOLM@STER CINDERELLA GIRLS 5thLIVE TOUR Serendipity Parade!!! 静岡公演                       | エコパアリーナ（静岡県）                          |
| 2017年6月30日        | ANISONG WORLD MATSURI 〜JAPAN KAWAII LIVE〜 at Anime Expo 2017                                    | マイクロソフト・シアター（アメリカ ロサンゼルス） |
| 2017年8月13日        | THE IDOLM@STER CINDERELLA GIRLS 5thLIVE TOUR Serendipity Parade!!! さいたまスーパーアリーナ公演   | さいたまスーパーアリーナ（埼玉県）                |
| 2018年7月21日        | Bilibili Macro Link - Star Phase × Anisong World Matsuri 2018                                     | メルセデス・ベンツアリーナ（中国 上海市）         |
| 2018年9月8日・9日    | THE IDOLM@STER CINDERELLA GIRLS SS3A Live Sound Booth♪                                            | ヤマダグリーンドーム前橋（群馬県）                |
| 2018年11月10日・11日 | THE IDOLM@STER CINDERELLA GIRLS 6thLIVE MERRY-GO-ROUNDOME!!!                                      | メットライフドーム（埼玉県）                      |
| 2019年10月19日・20日 | バンダイナムコエンターテインメントフェスティバル                                                  | 東京ドーム（東京都）                              |
| 2019年11月9日・10日  | THE IDOLM@STER CINDERELLA GIRLS 7thLIVE TOUR Special 3chord♪ Funky Dancing!                       | ナゴヤドーム（愛知県）                            |
| 2021年10月2日・3日   | THE IDOLM@STER CINDERELLA GIRLS 10th ANNIVERSARY M@GICAL WONDERLAND TOUR!!! MerryMaerchen Land    | 西日本総合展示場 新館（福岡県）                   |
| 2022年4月2日・3日    | THE IDOLM@STER CINDERELLA GIRLS 10th ANNIVERSARY M@GICAL WONDERLAND!!!                            | ベルーナドーム（埼玉県）                          |
| 2022年5月15日        | バンダイナムコエンターテインメントフェスティバル 2nd                                              | ZOZOマリンスタジアム（千葉県）                    |
| 2022年9月3日・4日    | THE IDOLM@STER CINDERELLA GIRLS LIKE4LIVE #cg_ootd                                                | 日本ガイシホール（愛知県）                        |
| 2023年6月10日・11日  | THE IDOLM@STER CINDERELLA GIRLS 燿城夜祭 -かがやきよまつり-                                       | 大阪城ホール（大阪府）                            |
| 2023年12月9日        | 異次元フェス アイドルマスター★♥ラブライブ!歌合戦 Day1                                             | 東京ドーム（東京都）                              |
| 2024年2月3日         | THE IDOLM@STER CINDERELLA GIRLS UNIT LIVE TOUR ConnecTrip! 山形公演                               | やまぎん県民ホール（山形県）                      |
| 2025年3月8日・9日    | THE IDOLM@STER CINDERELLA GIRLS STARLIGHT STAGE 10th ANNIVERSARY TOUR Let's AMUSEMENT!!! 大阪公演 | 大阪城ホール（大阪府）                            |
| 2025年4月26日・27日  | THE IDOLM@STER CINDERELLA GIRLS STARLIGHT STAGE 10th ANNIVERSARY TOUR Let’s AMUSEMENT!!! 東京公演 | 有明アリーナ（東京都）                            |